# Hans Driesch
Hans Adolf Eduard Driesch (28 d'octubre de 1867 - 16 abril 1941). Filòsof i biòleg alemany, va ser un dels partidaris més reconeguts del vitalisme. El 1909 Driesch es va traslladar a la Universitat de Heidelberg per ocupar la càtedra de Filosofia Natural. El 1933, amb l'arribada del nazisme, Driesch va ser obligat a jubilar-se després de la seva negativa a retirar el seu suport a dos membres de la facultat: el pacifista Emil Julius Gumbel i el filòsof jueu Theodor Lessing. Driesch és cèlebre en la història de l'embriologia pels seus experiments qualitatius amb embrions d'eriçons de mar. Driesch va separar els blastòmers de zigots d'eriçons de mar, obtenint a partir d'ells embrions complets. D'aquesta manera, i davant Wilhelm Roux, Driesch demostrava la naturalesa epigenètica i no mosaica o autodiferenciadora del desenvolupament. Així, enfront de l'autonomia de les parts de l'embrió defensada per Roux, Driesch va interpretar a l'embrió com un sistema equipotencial.
A partir de la dècada dels noranta, Driesch va començar a interessar profundament per la filosofia. El 1892 va escriure la seva primera dissertació sobre el significat teòric dels seus resultats experimentals. Finalment, Driesch va acabar abandonant l'embriologia, convertint-se en professor de filosofia i en un dels més cèlebres partidaris del vitalisme.